# Coppa del Baltico 2022
La Coppa del Baltico 2022 è stata la 29ª edizione della competizione, la 19ª dalla reistituzione di questa manifestazione nel 1991 a seguito del collasso dell'Unione Sovietica.
Ha visto la vittoria dell'Islanda alla sua prima partecipazione.

## Formula
Vista la partecipazione della nazionale islandese, il torneo cambia formula, divenendo una manifestazione ad eliminazione diretta.
Le vincitrici delle semifinali disputeranno la finale, mentre le squadre sconfitte giocheranno la finale per il 3º-4º posto. In caso di parità al termine dei tempi regolamentari, il regolamento prevede la battuta dei tiri di rigore senza tempi supplementari.

## Risultati

### Semifinali
| Arbitro: | Robertas Valikonis |

|                                                 |                      |                             |
| Krollis 45+2’                                   | Marcatori            | 2’ Zenjov                   |
| J. Ikaunieks Zjuzins Jaunzems Ikaunieks Stuglis | Tiri di rigore 5 – 3 | Mets Vassiljev Zenjov Sorga |

| Arbitro: | Andris Treimanis |

|                                                                  |                      |                                                             |
| Girdvainis G. Gineitis Novikovas Golubickas Baravykas Žebrauskas | Tiri di rigore 5 – 6 | Guðjohnsen Þórðarson Sigurðsson Anderson Ingason Þrándarson |

### Finale 3º-4º posto
| Arbitro: | Spasjonnikovs |

|                        |           |  |
| Zenjov 65’ Peetson 89’ | Marcatori |  |

### Finale
| Arbitro: | Jaanovits |

|                                                                                   |                      |                                                                                          |
| Ciganiks 67’                                                                      | Marcatori            | 62’ (rig.) Jóhannesson                                                                   |
| J. Ikaunieks Zjuzins D. Ikaunieks Jaunzems Stuglis Sorokins Ciganiks Černomordijs | Tiri di rigore 7 – 8 | Jóhannesson S. Guðjohnsen Helgason Sigurðsson Þórðarson Þrándarson Ellertsson Grétarsson |